# Federico Riva
Federico Riva (Roma, 9 novembre 2000) è un mezzofondista italiano.

## Biografia
Dopo aver partecipato ai campionati europei under 20 di Borås, dove non riuscì a raggiungere la finale dei 3000 metri piani, nel 2021 prese parte ai campionati europei indoor di Toruń, dove corse i 1500 metri piani, anche in questo caso fermandosi alla batteria di qualificazione.
A livello nazionale ha conquistato due titoli italiani under 18, uno under 20 e quattro under 23. Nel 2022, ai campionati italiani indoor di Ancona, ha conquistato la medaglia d'argento nei 1500 metri piani e il titolo di campione italiano nei 3000 metri piani.
Il 12 giugno 2025, a Oslo, realizza il nuovo record italiano sul miglio, con il crono di 3'49"72.

## Progressione

### 1500 metri piani
| Stagione | Tempo   | Luogo          | Data      | Rank. Mond. |
| -------- | ------- | -------------- | --------- | ----------- |
| 2025     | 3'31"42 | Roma           | 6-6-2025  |             |
| 2024     | 3'32"84 | Parigi         | 3-8-2024  |             |
| 2023     | 3'41"14 | San Vendemiano | 14-6-2023 |             |
| 2022     | 3'37"38 | Padova         | 4-9-2022  |             |
| 2020     | 3'45"14 | Brno           | 25-8-2020 |             |
| 2019     | 3'54"29 | Rieti          | 9-6-2019  |             |
| 2018     | 3'52"84 | Rovereto       | 23-8-2018 |             |
| 2017     | 4'00"55 | Brno           | 16-9-2017 |             |
| 2016     | 4'04"45 | Bergamo        | 1-10-2016 |             |

### 1500 metri piani indoor
| Stagione | Tempo   | Luogo     | Data      | Rank. Mond. |
| -------- | ------- | --------- | --------- | ----------- |
| 2023/24  | 3'36"74 | Miramas   | 2-2-2024  |             |
| 2022/23  | 3'37"36 | Karlsruhe | 27-1-2023 |             |
| 2021/22  | 3'40"30 | Ancona    | 26-2-2022 |             |
| 2020/21  | 3'43"04 | Ancona    | 20-2-2021 |             |
| 2017/18  | 4'05"18 | Ancona    | 3-2-2018  |             |

### 3000 metri piani
| Stagione | Tempo   | Luogo           | Data      | Rank. Mond. |
| -------- | ------- | --------------- | --------- | ----------- |
| 2021     | 8'51"24 | Castel Porziano | 21-9-2021 |             |
| 2019     | 8'20"61 | Castiglione     | 26-5-2019 |             |
| 2018     | 8'40"53 | Trento          | 17-7-2018 |             |
| 2017     | 8'49"10 | Cremona         | 1-10-2017 |             |
| 2016     | 9'00"45 | Roma            | 18-9-2016 |             |

### 3000 metri piani indoor
| Stagione | Tempo   | Luogo      | Data      | Rank. Mond. |
| -------- | ------- | ---------- | --------- | ----------- |
| 2023/24  | 7'57"89 | Ancona     | 18-2-2024 |             |
| 2021/22  | 8'03"00 | Manchester | 22-1-2022 |             |
| 2020/21  | 8'04"49 | Mondeville | 30-1-2021 |             |

## Palmarès
| Anno | Manifestazione   | Sede      | Evento       | Risultato  | Prestazione | Note |
| ---- | ---------------- | --------- | ------------ | ---------- | ----------- | ---- |
| 2019 | Europei U20      | Borås     | 3000 m piani | Batteria   | 8'42"31     |      |
| 2021 | Europei indoor   | Toruń     | 1500 m piani | Batteria   | 3'45"85     |      |
| 2022 | Mediterraneo U23 | Pescara   | 1500 m piani | Oro        | 4'14"76     |      |
| 2023 | Europei indoor   | Turchia   | 1500 m piani | Batteria   | 3'50"88     |      |
| 2024 | Mondiali indoor  | Glasgow   | 3000 m piani | 11º        | 8'02"66     |      |
| 2024 | Europei          | Roma      | 1500 m piani | 15º        | 3'37"37     |      |
| 2024 | Giochi olimpici  | Parigi    | 1500 m piani | Semifinale | 3'35"26     |      |
| 2025 | Europei indoor   | Apeldoorn | 1500 m piani | Batteria   | 3'42"55     |      |

## Campionati nazionali
- 1 volta campione nazionale assoluto dei 1500 m piani (2025)
- 3 volte campione nazionale assoluto indoor dei 3000 m piani (2022, 2024, 2025)
- 2 volte campione nazionale assoluto indoor dei 1500 m piani (2024, 2025)
- 2 volte campione nazionale under 23 indoor dei 1500 m piani (2021, 2022)
- 2 volte campione nazionale under 23 indoor dei 3000 m piani (2021, 2022)
- 1 volta campione nazionale under 20 indoor dei 1500 m piani (2018)
- 2 volte campione nazionale under 18 dei 1500 m piani (2016, 2017)

2016
- Bronzo ai campionati italiani allievi, 1500 m piani - 4'04"45
- 4º ai campionati italiani allievi, 3000 m piani - 9'04"72

2017
- Oro ai campionati italiani allievi, 1500 m piani - 4'02"25

2018
- Oro ai campionati italiani juniores indoor, 1500 m piani - 4'05"18
- 8º ai campionati italiani juniores, 1500 m piani - 4'03"72

2019
- Argento ai campionati italiani juniores, 1500 m piani - 3'54"29

2020
- 7º ai campionati italiani assoluti, 1500 m piani - 3'51"90

2021
- Bronzo ai campionati italiani assoluti indoor, 1500 m piani - 3'43"04
- Oro ai campionati italiani promesse indoor, 1500 m piani - 3'48"83
- Oro ai campionati italiani promesse indoor, 3000 m piani - 8'14"77

2022
- Argento ai campionati italiani assoluti indoor, 1500 m piani - 3'40"30
- Oro ai campionati italiani assoluti indoor, 3000 m piani - 8'27"80
- 4º ai campionati italiani assoluti, 1500 m piani - 3'48"47
- Oro ai campionati italiani promesse indoor, 1500 m piani - 3'51"58
- Oro ai campionati italiani promesse indoor, 3000 m piani - 8'14"12

2023
- Bronzo ai campionati italiani assoluti indoor, 800 m piani - 1'47"39

2024
- Oro ai campionati italiani assoluti, 1500 m piani - 3'40"63
- Oro ai campionati italiani assoluti indoor, 3000 m piani - 7'57"89
- Oro ai campionati italiani assoluti indoor, 1500 m piani - 3'39"80

2025
- Oro ai campionati italiani assoluti indoor, 3000 m piani - 7'57"12
- Oro ai campionati italiani assoluti indoor, 1500 m piani - 3'54"37
- Oro ai campionati italiani assoluti (Caorle), 1500 m piani - 3'41"53

## Altre competizioni internazionali
2020
- 11º alla BOclassic ( Bolzano), 5 km - 14'38"

2024
- Bronzo al Bauhaus-Galan ( Stoccolma), 1500 m piani - 3'33"87
- Oro al Golden Spike ( Ostrava), 1500 m piani - 3'33"53
- 5 al Meeting Hauts-de-France Pas-de-Calais Trophée EDF ( Liévin), 2000 m piani indoor - 5'02"67
- Argento al Elite Indoor Track Miramas Meeting ( Miramas), 1500 m piani indoor - 3'36"74
- 25º alla BOclassic ( Bolzano) - 30'55"

2025
- Campionati europei a squadre di atletica leggera ( Madrid)
- Argento all'ISTAF Berlin ( Berlino), miglio - 3'48"11
- 10º ai Bislett Games ( Oslo), miglio - 3'49"72
- 10º al Golden Gala ( Roma), 1500 m piani - 3'31"42